# Adefovir
Adefovir ist ein Virostatikum, das Hepadnaviren hemmt und deswegen als Arzneistoff in der Behandlung der chronischen Hepatitis B verwendet wird. Chemisch handelt es sich um ein Nukleotid-Analogon des Adenins, das aufgrund seiner strukturellen Verwandtschaft mit dem natürlichen Substrat an dessen Stelle in die Virus-DNA eingebaut wird und infolge die Vermehrung der Hepatitis-B-Viren (HBV) hemmt. Die Senkung der Viruslast verringert eine Leberschädigung.

## Anwendung als Arzneimittel
Adefovir wurde 2002 in den USA und 2003 in der EU in Form seines Esters Adefovirdipivoxil zugelassen, und zwar zur Behandlung der chronischen Hepatitis B bei Erwachsenen mit einer dekompensierten Lebererkrankung oder mit einer kompensierten Lebererkrankung, wenn diese mit bestimmten Befunden, wie etwa erhöhten Alanin-Aminotransferase-Serumwerten, aktiver Leberentzündung bzw. Leberfibrose und nachgewiesener aktiver Virusreplikation einhergeht.

## Wirkungsmechanismus
Adefovir-Dipivoxil ist ein Prodrug. Nach Resorption entsteht das mit Adenosinmonophosphat strukturell verwandte Nukleotid-Analogon Adefovir, das in Virus-befallenen Zellen phosphoryliert wird zum aktiven Adefovirdiphosphat. Dieses konkurriert in der Nukleinsäuresynthese mit dem natürlichen Substrat Desoxyadenosintriphosphat und inaktiviert die virale DNA-Polymerase (Suizid-Inhibition). In die DNA eingebaute Nukleotide verhindern außerdem durch ihre chemische Struktur die Anknüpfung weiterer Nukleotide und es kommt zum Kettenabbruch. Für eine antivirale Wirkung reichen vergleichsweise niedrige Adefovir-Konzentrationen, welche die humanen DNA-Polymerasen nicht hemmen.
Klinische Resistenzen gegenüber Adefovir können durch Punktmutationen im HBV-Polymerase-Gen entstehen, jedoch war die beobachtete Resistenzsteigerung gering.

## Pharmakokinetik
Die orale Bioverfügbarkeit von Adefovirdipivoxil beträgt zirka 60 %, die Umwandlung zu Adefovir erfolgt rasch. Die Plasmaproteinbindung ist gering (< 4 %). Das Potential für Cytochrom P450-vermittelte Wechselwirkungen zwischen Adefovir und anderen Arzneimitteln wird als gering eingeschätzt. Adefovir wird unverändert renal sowohl durch glomeruläre Filtration als auch durch aktive tubuläre Sekretion ausgeschieden. Die Plasmaspiegel fallen biexponentiell, der Median der Plasmahalbwertszeit liegt bei zirka 7 Stunden.

## Nebenwirkungen und Anwendungsbeschränkungen
Die Dosis von Adefovir wird durch seine Nephrotoxizität beschränkt. Die Nierenfunktion muss überwacht werden und bei Feststellung einer Einschränkung sollte die Dosierung angepasst werden. Hepsera wird nicht empfohlen für die Anwendung bei Jugendlichen unter 18 Jahren, für Patienten über 65 Jahre gibt es keine Dosisempfehlung. Aufgrund unzureichender Daten sollte die Nutzen-Risiko-Abwägung in der Schwangerschaft dementsprechend vorgenommen werden. Da nicht bekannt ist, ob Adefovir in die Muttermilch übertritt, sollten Patientinnen unter der Einnahme von Adefovirdipivoxil vom Stillen absehen. Neben nephrotoxischen Wirkungen können hauptsächlich gastrointestinale Beschwerden und Kopfschmerzen auftreten.

## Handelsnamen
Hepsera (EU, a.H., CH,  a.H.)